# Granica austriacko-czeska
Granica austriacko-czeska – granica państwowa pomiędzy Austrią a Czechami, istniejąca od podziału Czechosłowacji 1 stycznia 1993. Jest wewnętrzną granicą UE oraz strefy Schengen.

## Kształtowanie się granicy
Granica powstała po ogłoszeniu niepodległości przez Czechosłowację w 1918, w większości pokrywa się z granicą dawnego Królestwa Czeskiego i Moraw z krainami austriackimi - w trzech miejscach dokonano jednak niewielkich korekt na korzyść ówczesnej Czechosłowacji, motywując się głównie argumentami gospodarczymi (Valticko, Vitorazsko, Trójkąt dyjski). Rzeczywista granica etniczna biegła jednak dalej na północ, gdyż na terenach południowych Czech i Moraw mieszkała liczna społeczność niemiecka, którą wbrew własnej woli włączono do Czechosłowacji.

## Przebieg granicy
Granica zaczyna się na trójstyku ze Słowacją, pomiędzy miejscowościami Hohenau an der March (AUT) i Borský Svatý Jur (SVK). Biegnie na zachód i północny zachód i 15 km na wschód od miasta Třeboň zakręca na południe. Na wysokości miasta Gmünd granica skręca ponownie na zachód i biegnie do trójstyku z Niemcami, w okolicy miejscowości Neureichenau (DEU), Nová Pec (CZE) i Schwarzenberg am Böhmerwald (AUT).

## Przejścia graniczne
Przejścia graniczne zlikwidowano po przystąpieniu do strefy Schengen.

### Przejścia drogowe
- Wullowitz - Dolní Dvořiště
- Weigetschlag - Studánky
- Guglwald - Přední Výtoň czynne od 6 do 22 w okresie od 15 marca do 31 października, od 8 do 18 w okresie od 1 listopada do 14 marca; dla obywateli Austrii i Czech oraz państw, z którymi te państwa mają ruch bezwizowy
- Schöneben - Zvonková czynne od 8 do 20 codziennie w okresie od 15 kwietnia do 2 listopada; dla obywateli Austrii i Czech oraz państw, z którymi te państwa mają ruch bezwizowy; dla pieszych, rowerzystów i motorowerzystów
- Plöckensteinersee - Plešné jezero czynne od 8 do 18 w okresie od 15 kwietnia do 31 października; dla obywateli Austrii i Czech oraz państw, z którymi te państwa mają ruch bezwizowy
- Igelbach / Doppelbrücke - Ježová czynne od 8 do 20 w okresie od 1 kwietnia do 31 października; dla obywateli Austrii i Czech oraz państw, z którymi te państwa mają ruch bezwizowy; dla pieszych i rowerzystów
- St.Oswald - Koranda czynne od 8 do 20 w okresie od 1 kwietnia do 31 października; dla obywateli Austrii i Czech oraz państw, z którymi te państwa mają ruch bezwizowy; dla pieszych i rowerzystów
- Adalbert Stifter Denkmal (szlak turystyczny) czynne od 8 do 18 w okresie od 15 kwietnia do 31 października; dla obywateli Austrii i Czech oraz państw, z którymi te państwa mają ruch bezwizowy; dla pieszych (szlak turystyczny do pomnika Adlaberta Stiftera)
- Drasenhofen – Mikulov
- Fratres – Slavonice czynne od 6 do 22; dla obywateli Austrii i Czech oraz państw, z którymi te państwa mają ruch bezwizowy
- Gmünd-Bleylebenstraße - České Velenice czynne od 7 do 19; dla obywateli Austrii i Czech oraz państw, z którymi te państwa mają ruch bezwizowy; dla pieszych i rowerzystów
- Gmünd-Böhmzeil - České Velenice
- Grametten – Nova Bystrice
- Hardegg – Cizov czynne od 8 do 20 w okresie od 15 kwietnia do 2 listopada; tylko dla obywateli Austrii i Czech; dla pieszych i rowerzystów
- Kleinhaugsdorf – Hate
- Laa an der Thaya – Hevlin ruch towarowy tylko dla samochodów o masie do 6 ton
- Mitterretzbach -Hnanice czynne od 6 do 22; dla obywateli państw UE z samochodami osobowymi, motocyklami, rowerami i pieszo; dla obywateli innych państw, które mają z nimi ruch bezwizowy - z motocyklami, rowerami i pieszo
- Gmünd / Nagelberg – Halamky
- Oberthürnau – Vratenin czynne od 6 do 22; dla obywateli Austrii, Czech i państw mających z nimi ruch bezwizowy
- Phyrabruck - Nove Hrady czynne od 6 do 22; dla obywateli Austrii, Czech i państw mających z nimi ruch bezwizowy
- Reintal - Postorna czynne od 6 do 22; dla obywateli państw UE; dla obywateli innych państw, które mają z nimi ruch bezwizowy - z motocyklami, rowerami i pieszo
- Schlag – Halamky czynne od 8 do 18 w okresie od 1 maja do 30 czerwca i od 1 września do 15 października, od 8 do 20 w okresie od 1 lipca do 31 sierpnia; dla obywateli Austrii, Czech i państw mających z nimi ruch bezwizowy; dla pieszych i rowerzystów
- Schrattenberg - Valice czynne od 6 do 22; dla obywateli państw UE; dla obywateli innych państw, które mają z nimi ruch bezwizowy - z motocyklami, rowerami i pieszo

### Przejścia kolejowe
- Gmünd-Bahnhof – České Velenice czynne od 7 do 1930
- Retz – Znaim czynne od 7 do 20
- Hohenau – Břeclav